# Шлях (альбом)
«Шлях» — п'ятий студійний альбом українського гурту «ДахаБраха», представлений 7 грудня 2016 року. Перший альбому гурту за останні 6 років після платівки Light; найкращий альбому року за версією радіо «Аристократи».
У 2020 році учасники гурту «ДахаБраха» стали лауреатами Національної премії України імені Тараса Шевченка за альбомом «Шлях», здобувши перемогу в номінації «Музичне мистецтво».

## Про альбом
До альбому Шлях увійшло 10 композицій, заснованих на піснях, які були записані в різних регіонах України: Вінницькій, Житомирській, Луганській, Київській, Рівненській, Полтавській областях, а також у Криму. Продюсером альбому виступив колишній учасник гуртів Океан Ельзи та Esthetic Education Юрій Хусточка. Назва альбому є досить символічною для гурту, «адже шлях його був непростим і нешвидким… Дві сесії звукозапису, два підходи до фіксування атмосфери, станів, провідності звуку. Наче караван, завантажений життєвоважливими речами, лишаючи позаду покриті пилом міста та спустілі концертні майданчики». На своєму офіційному сайті гурт зазначив:
|  | Цей альбом створювався в дуже складний час для нашої Батьківщини. Ми хочемо присвятити його тим, хто віддав своє життя за нашу свободу, тим, хто продовжує стояти на її сторожі і тим, хто йде непростим шляхом вільної людини, не втрачаючи надії. |

## Список композицій
| #     | Назва              | Автор слів | Тривалість |
| ----- | ------------------ | --- | ---------- |
| 1.    | «Ой ішов чумак»    | Записано Іваном Синельниковим, село Російські Пилипи | 8:23       |
| 2.    | «Чорна хмара»      | Записано Марком Галаневичем від його бабусі Олександри Коваль, село Крушинівка                                                                                     | 10:36      |
| 3.    | «Чумак»            | Фонди українського радіо «Золоті ключі» | 6:59       |
| 4.    | «Şalğir Boyu»      | Записано Катериною Масленковою, село Маловидне, Бахчисарайський район                                                                                              | 6:04       |
| 5.    | «Карамыслы»        | «Карамыслы» записано Ольгою Верес, село Бахмутівка; частушки з села Турчинівка                                                                                     | 7:12       |
| 6.    | «А дощик накрапає» | «А дощик накрапає» записано Марком Галаневичем від його бабусі Олександри Коваль, село Крушинівка; «Ой на дворі дощ» записано Ольгою Верес в селі Айдар-Миколаївка | 5:58       |
| 7.    | «Монах»            | Записано Ганною Коропніченко, Шевченкове, Згурівський район | 4:57       |
| 8.    | «Соловей»          | Записано Іваном Синельниковим від Ганни Петрівни Куришко, село Карасин, Сарненський район                                                                          | 7:25       |
| 9.    | «Сєно»             | Записано Карпенко Сусанною, село Остапи | 6:55       |
| 10.   | «Свирид»           | село Крячківка | 9:12       |
| 73:41 |                    | |            |